# 荒磯
荒磯（あらいそ）とは、波のうち寄せが激しい磯のことである。一般的には、あらいそと読むが、万葉集などではありそと読む。
波のうち寄せが激しく、海岸が侵食されやすいため、主に海岸段丘の多い地域に見られる。魚類や貝類、海藻などが豊富で、磯釣りなどのスポットともなっている。